# Sessøyfjorden
Sessøyfjorden er en fjord på Kvaløya i Tromsø kommune i Troms og Finnmark fylke  i Norge. Fjorden har i nord  indløb mellem Oterneset i vest og Madsengodden i øst og går 6 kilometer mod syd til Ersfjorden, som fortsætter mod øst. Fjorden ligger på østsiden af Sessøya, som den er opkaldt efter.
Bygden Rekvik ligger på Kvaløya på østsiden af fjorden, mens bygden Sessøy ligger på den modsatte side af fjorden. Sydvest for Sessøya ligger Håjafjorden. Nordøst for Madsengodden går Vengsøyfjorden mod øst.